# 瓦尔德菲施巴赫-布格阿尔本
瓦尔德菲施巴赫-布格阿尔本（德語：Waldfischbach-Burgalben）是德国莱茵兰-普法尔茨州的一个市镇。总面积17.60平方公里，总人口4835人，其中男性2382人，女性2453人（2011年12月31日），人口密度275人/平方公里。

## 友好城市
- 法國 卡朗唐莱马赖